# Port de Beira
Le port de Beira est un port mozambicain situé dans la ville de Beira, capitale de la province de Sofala. Il est situé dans la baie de Sofala, à l'embouchure de la rivière Pungue, face au canal du Mozambique. C'est le second plus important port du Mozambique, après celui de Maputo. Il a été  construit pour remplacer le port de la vieille ville de Sofala, dans les années 1890.
Le port appartient au gouvernement mozambicain et est gérée par l'entreprise publique Portos e Caminhos de Ferro de Moçambique.
Le port de Beira comprend deux jetées, qui donnent accès à une profondeur comprise entre 8 et 12 mètres. L'accès au port se fait par le « canal Macuti » qui, dans des conditions normales, est dûment dragué et balisé, permettant une navigabilité 24 heures sur 24. La navigation de nuit est autorisée pour les navires d'un tirant d'eau maximum de 7 mètres et d'une longueur maximale de 140 mètres en raison des restrictions sur la courbe du canal Macuti.
Le port est le terminus de deux lignes ferroviaires – Beira-Bulawayo (ou Machipanda) et le chemin de fer de Sena, qui permettent à deux pays enclavés, respectivement le Malawi et le Zimbabwe, d'avoir un accès à l'océan Indien. La route transafricaine 9 constitue un autre axe important.